# Foxfire (1996)
Foxfire is een film uit 1996 onder regie van Annette Haywood-Carter, een verfilming van het boek van Joyce Carol Oates.

## Verhaal
Madeline 'Maddy' Wirtz is een tiener en wil graag fotografe worden. Op school is ze niet populair, maar heeft wel een belangrijke relatie met een jongen. Ze weet dat een leraar van school leerlingen probeert aan te randen. Omdat hij erg populair is onder veel leerlingen, zijn ze bang er wat van te zeggen.

Wanneer Margret 'Legs' Sadovsky op school komt, staat de klas op stelten. Ze is erg rebellerig en gaat haar eigen gang. Ze zit vol met tatoeages en draagt angstaanjagende kleding. Wanneer ze te horen krijgt wat die leraar doet, valt ze hem aan. Hierbij wordt ze gesteund door Maddy, Rita, Goldie en Violet. Ze hebben niks met elkaar gemeen, maar worden wel samen geschorst.

Ze willen niet tegen hun ouders zeggen dat ze geschorst zijn, en duiken onder in een verlaten huis in het bos. De vreemden worden al snel vrienden, hoewel ze totaal anders zijn van elkaar. In een week zijn ze al beste vriendinnen, maar komen wel in de problemen wanneer de populaire jongens van school erachter komen waar ze verblijven.

## Rolverdeling
| Acteur              | Personage               |
| ------------------- | ----------------------- |
| Hedy Burress        | Madeline 'Maddy' Wirtz  |
| Angelina Jolie      | Margret 'Legs' Sadovsky |
| Jenny Lewis         | Rita Faldes             |
| Jenny Shimizu       | Goldie Goldman          |
| Sarah Rosenberg     | Violet Kahn             |
| Peter Facinelli     | Ethan Bixby             |
| Michelle Brookhurst | Cindy                   |
| Cathy Moriarty      | Martha Wirtz            |